# Cow Dog
Cow Dog ist ein US-amerikanischer Kurzfilm von Larry Lansburgh aus dem Jahr 1956. Lansburgh schrieb auch die erzählenden Kommentare, führte die Kamera und trat als Produzent auf. In dieser Funktion war er mit dem Film für einen Oscar nominiert.

## Inhalt

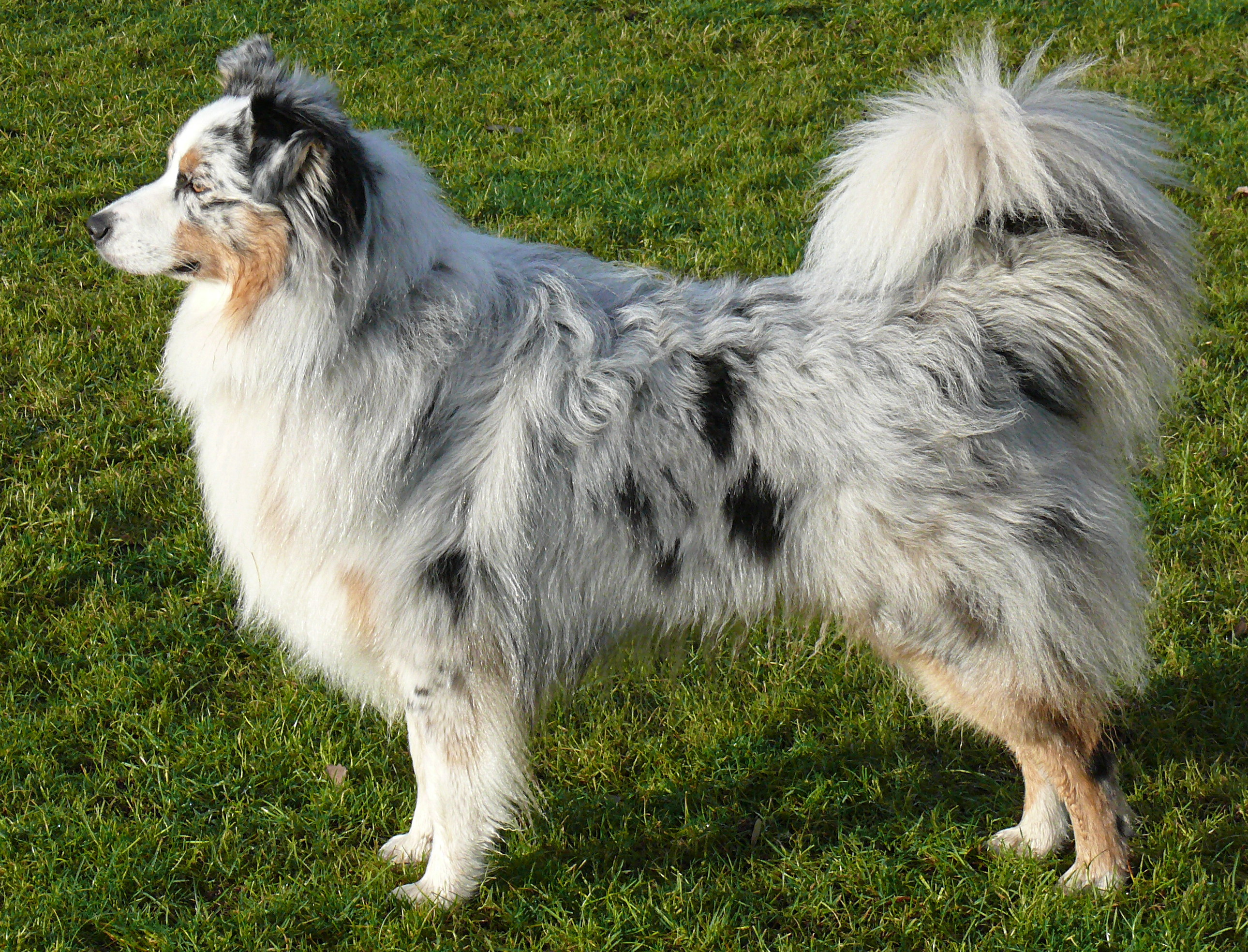
Australian Shepherd

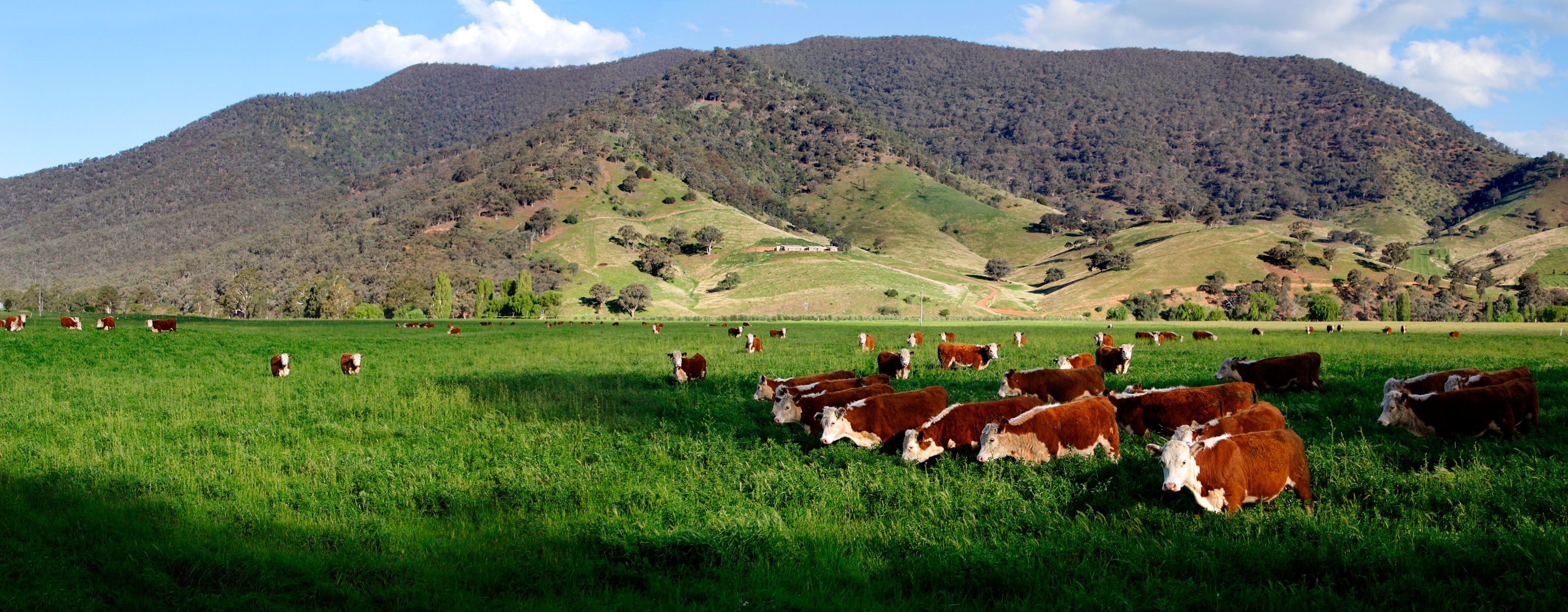
Weidende Hereford-Rinder

Der Film zeigt wie die trainierten Australian Shepherds Stub, Queenie und Shorty einen herumstreunenden Brahman-Bullen in Schach halten, damit er keine reinrassigen Hereford-Rinder mehr reißt. Diese Hunderasse wurde extra für die Hütearbeit gezüchtet und braucht sehr viel Bewegung, um ausgelastet zu sein. Nicht nur Fährtenarbeit eignen sie sich zudem schnell an, sondern sind insgesamt sehr lern- und aufnahmefähig.

## Produktion, Veröffentlichung
Produziert wurde der Film von Walt Disney Productions, vertrieben von der Buena Vista Film Distribution Company.
Cow Dog wurde in den USA am 16. Januar 1956 erstmals veröffentlicht. 

## Auszeichnung
Oscarverleihung 1957:
- Oscarnominierung für Larry Lansburgh in der Kategorie „Bester Kurzfilm“ (2 Filmrollen). Die Auszeichnung ging jedoch an George K. Arthur und seinen Film Der Mantel nach Maß über einen blauen Mantel, dessen Motive auf Nikolai Gogols Kurzgeschichte Der Mantel zurückgehen.[1]